# 严寒老人 (罗马尼亚)

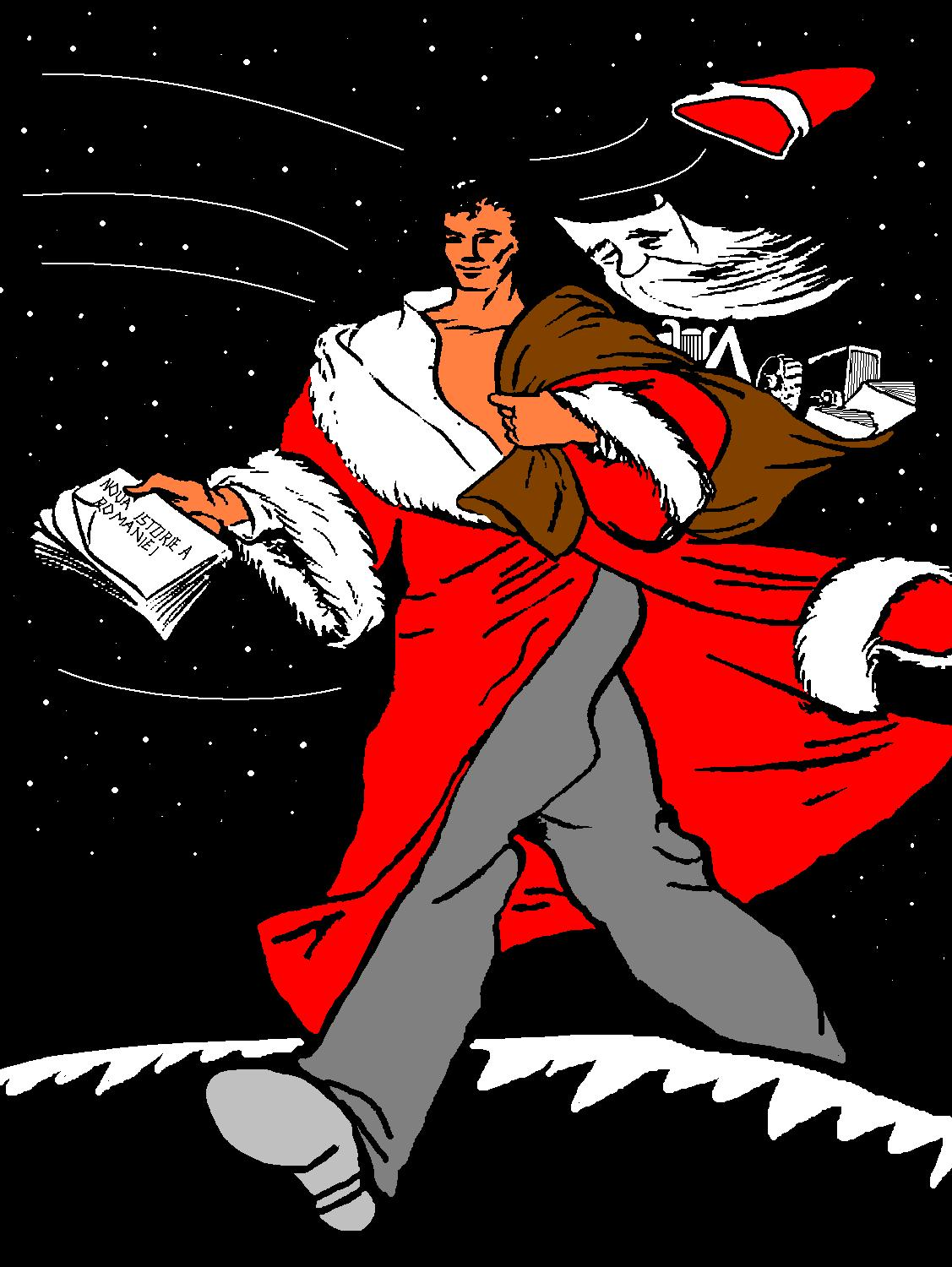
严寒老人

严寒老人是罗马尼亚共产党統治羅馬尼亞期間為了抵制聖誕老人而塑造出的一個替代角色。這一角色就是始於俄羅斯民間傳說中的严寒老人。
1947年，羅馬尼亞报纸《国家》（Națiunea）上刊登了一幅严寒老人的插图，圖中的嚴寒老人是一位年轻、健壮、敞胸露怀的无产阶级男子。
1948年，罗马尼亚共产党掌权后，火花报停止使用圣诞节一词。圣诞老人因此也在1950年代被严寒老人所替代。罗马尼亚儿童们被告知，在每年12月25日送来礼物的是严寒老人。
1980年代，对尼古拉·齐奥塞斯库的个人崇拜也对严寒老人这一形象造成了影响。在羅馬尼亞當局的宣傳下，送給儿童们礼物的不再是严寒老人，而是尼古拉·齐奥塞斯库
1989年羅馬尼亞革命之后，严寒老人又被原先的圣诞老人所取代。